# Cratere Bergstrand
Bergstrand è un cratere lunare di 42,98 km situato nella parte sud-occidentale della faccia nascosta della Luna.
Il cratere è dedicato all'astronomo svedese Carl Östen Emanuel Bergstrand.

## Crateri correlati
Alcuni crateri minori situati in prossimità di Bergstrand sono convenzionalmente identificati, sulle mappe lunari, attraverso una lettera associata al nome.
| Bergstrand | Coordinate             | Diametro (in km) |
| ---------- | ---------------------- | ---------------- |
| G          | 19°51′36″S 179°16′48″E | 32,44            |
| J          | 20°13′48″S 178°01′48″E | 28,26            |
| Q          | 19°56′24″S 175°11′24″E | 57,12            |